# Eupithecia illaborata
Eupithecia illaborata là một loài bướm đêm trong họ Geometridae.